# Jacob Judá León

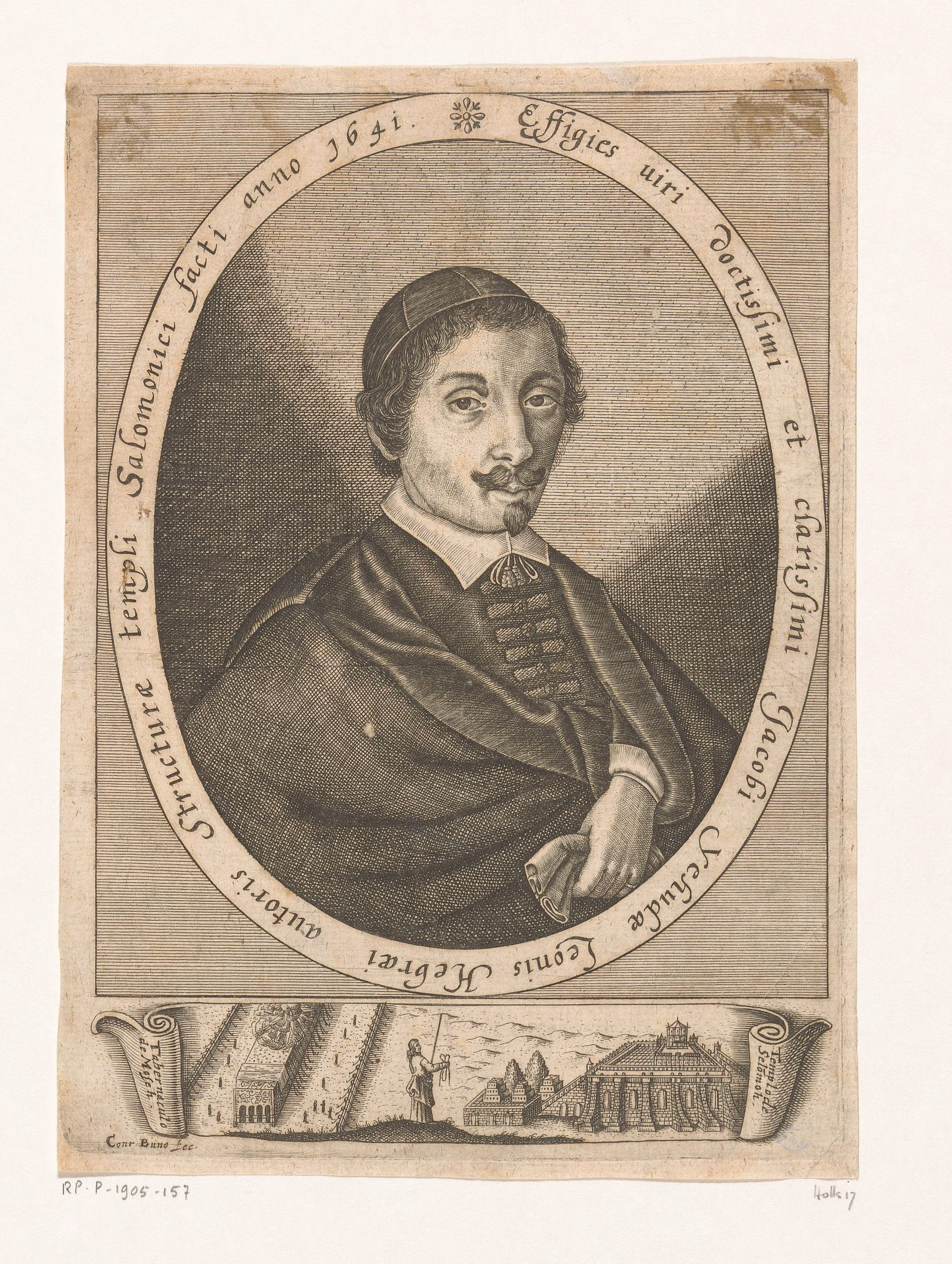
Retrato de Jacob Judá León.

Jacob Judah Leon Templo (1603 – post. 1675) fue un erudito judío holandés, traductor de los Salmos, y experto en heráldica, de ascendencia sefardí.

## Biografía

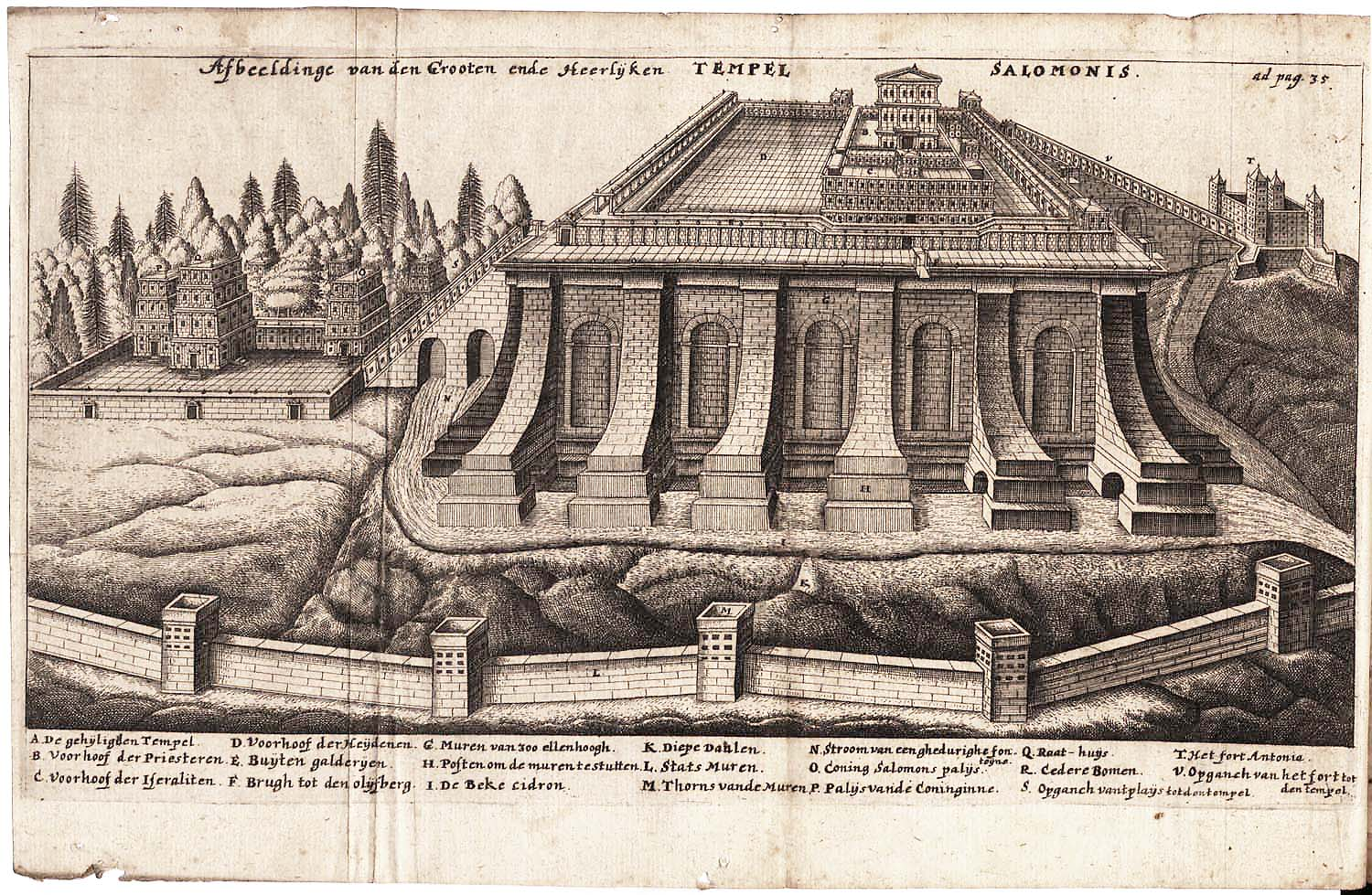
Vista del Templo de Jerusalén.

Jaco Judah Leon era hijo de los judíos nacidos en Portugal Abraham de Leão y Felipa de Fonseca. Se convirtió en ḥakam en Middelburg y, después de 1643, en Ámsterdam, donde también se desempeñó como profesor en la Toráh. Completó con vocales toda la Mishná que fue impresa en 1646 en la imprenta de Manasseh ben Israel, con la colaboración anónima de Adam Boreel.
Jacob causó un gran revuelo por un plano, dibujado por él, del Templo de Salomón. Fue exhibido ante Carlos II de Inglaterra. El autor publicó una descripción breve y completa en español titulada Retrato del Templo de Selomoh. (Midelburgo, 1642). Esto fue traducido al holandés en el mismo año; al francés en 1643; y por sí mismo al hebreo en 1650, con el título Tabnit Hekal. El duque Augusto de Brunswick, y más particularmente su esposa Isabel, deseaban una traducción al alemán de esta descripción y encomendaron la tarea a Johann Saubert de Helmstadt. Alguien más publicó una traducción de este tipo en 1665 y, por lo tanto, Saubert escribió una traducción latina ese año. En 1778 apareció una versión en inglés, realizada por Moisés Pereira de Castro, su bisnieto, hijo de Isaac Pereira de Castro y Lea DeLeon, hija de su hijo Abraham, y en cuyo poder se encontraba entonces el plano.
En 1647 Jacob escribió el Tratado de la Arca del Testamento (Amsterdam, 1653). Su tratado sobre los querubines, su forma y naturaleza, escrito en latín en 1647, apareció en español con el título Tratado de los Cherubim (Amsterdam, 1654); y su descripción del Tabernáculo de Moisés, escrita en 1647 en holandés, fue publicada bajo el título Retrato del Tabernaculo de Moseh (Amsterdam, 1654), y en inglés (1675). Su última obra fue una paráfrasis española de los Salmos, que se imprimió con el texto, bajo el título Las Alabanças de Santitad (Amsterdam, 1671), y, como se afirma en la introducción, fue escrita en siete meses. La obra estuvo dedicada a Isaac Senior Teixéyra, agente financiero, en Hamburgo, de la reina Cristina de Suecia, y fue elogiado por muchos ḥakamim, eruditos y poetas en versos hebreos, latinos y españoles.
Jacob escribió también un diálogo (Colloquium Middelburgense) entre un rabino y un erudito cristiano sobre el valor de los dogmas cristianos; y dejó en manuscrito Disputas con Diferentes Teólogos de la Cristiandad.
Era un hábil dibujante. El escudo de armas de la Antigua Gran Logia de Inglaterra con el lema, "Santidad al Señor", es obra de Judah Leon según Laurence Dermott, el primer Gran Secretario, quien en su libro Ahiman Rezon atribuye al "famoso y erudito hebreo, arquitecto y hermano, Rabi Jacob Jehudah Leon". Todavía existe una versión las armas de la Gran Logia Unida de Inglaterra y la Gran Logia de Irlanda. Aunque en el texto se hace referencia a él como un "hermano", Judá precedió al ascenso popular de la masonería en Inglaterra, pero no se sabe que se hubiera iniciado personalmente en una logia.
Judah también dibujó más de 200 figuras y viñetas para ilustrar temas talmúdicos, que su hijo Salomón entregó a Surenhusius para su traducción al latín de la Mishná.

## Obra
- Retrato del templo de Selomo. En el qual brevemente se descrive la hechura dela fabrica del Templo, y de todos los vasos y Instrumentos con que en el se administrava, cuyo Modelo tíene el mismo Autor, como cada uno puede ver. Compuesto por Iaacob Ievda Leon Henreo, vezino de Middelburgo, en la Provincia de Zelanda. En el año de 5402. ala creación del Mundo. En Middelbvrgo, en Casa de Biuda y Heredeos de Symon Moulert, Imprimidor de los Estados de Zelanda, Middelburg, 1642 (ed. español).
- Afbeeldinghe vanden tempel Salomonis, in de welcke cortelijck beschreven is de forme van’t ghebou des tempels, ende van alle de vaten ende instrumenten waer mede den selven bedient wierdt,  door Iaacob Iehvdah Leon Ebreo. Afbeeldinghe van den tempel Salomonis. Weduwe ende erffgenamen van Symon Moulere, Middelburg, 1642 (ed. holandés)
- Sefer Tabnit hêkal», Libellus Effigiei, Templi Salomonis, in quo Fabricæ Templi & pmnium wjus [...] Jacobi Leonitii Hebræi. Amstelodami, apud Levi Marcus, anno 5410 (1650) (ed. hebreo)
- Tratado de la Arca del Testamento. En el qual con suma curiosidad se examina, quales eran las cosas que se aposentavan en la Arca. Nicolaes van Rabenstein, 5413 (1653).
- Retrato del tabernaculo de Moséh, en que se descrive la hechura del S. Tabernaculo que Moséh hizo antiguamente en el desiérto, y todas las dependencías de los diferentes vasos y instrumentos con que era administrado. Gillis Joosten, Amsterdam 5414 (1654) .
- Tratado de los Cherubim, En qua se examina qual aya sido la figura de los Cherubim que estaban sobre la Arca del Testamento colocados, Nicolaes van Ravesteyn, Amsterdam 5414 (1654).
- A relation of the most memorable thinges in the tabernacle of Moses and the temple of Salomon, according to text of scripture. Peter Messchaert, Amsterdam 1675 (Englische Ausgabe der Tempelbeschreibung)
- Jacobi Jehvdae Leonis, De templo hierosolymitano, tàm priori, quod aedificavit Salomo rex, quàm posteriori, quod devastavit Vespasianus, libri  IV [...] ex Ebraeo Latinè recensiti à Johanne Savberto. Accesserunt editioni huic variae figurae, ex Ebraeorum monumentis desumtae, aerique, accuratissimè incîsae. Helmstaedt, Impressit Jacobvs Mvllervs, 1665.